# 索瓦尔德·斯陶宁
索瓦尔德·奥古斯特·马里努斯·斯陶宁（丹麥語：Thorvald August Marinus Stauning，1873年10月26日—1942年5月3日），丹麦社会民主党政治家。曾两度出任首相（1924—1926，1929—1942）。他促使重要的经济与社会福利立法获得通过而扩大了他的党的基础。他原是烟草工人和工联主义者，1898年当选社会民主党书记。1906年为下议院议员。1910年任党主席。1916年—1920年间在卡尔·泰奥多尔·萨勒的激进-自由党内阁工作。斯陶宁首届政府的币制改革加重了工农业不景气，导致1926年竞选失败。1929年重新工作后，任社会民主-激进-自由党联盟的首脑，提出削减军事开支、改革国家刑法等措施，很快得到支持。1931年与反对党达成妥协，通过扩大税收向农场主和失业工人提供救助。他领导社会民主党取得1935年选举的最大胜利。但1939年他提出修改宪法、建立一院制议会案却遭到失败。1939年5月他的政府与德国签订了互不侵犯条约，但德国于翌年即占领了丹麦。他继续充当德国占领下的联合政府首脑直到逝世 。